# جوائز جلال آل أحمد الأدبية
جائزة جلال آل أحمد الأدبية هي جائزة أدبية إيرانية تُمنح سنويًا منذ عام 2008. في كل عام تُمنح جائزة لأفضل المؤلفين الإيرانيين في ذكرى ميلاد الكاتب الفارسي الشهير جلال آل أحمد. ويحصل الفائز الأول على 110 قطعة ذهبية من عملات بحر آزادي [الإنجليزية] (حوالي 33 ألف دولار)، مما يجعلها الجائزة الأدبية الأكثر ربحية في إيران. في بعض السنوات لا يوجد فائز كبير، ويحصل شخصيات بارزة أخرى على ما يصل إلى 25 قطعة ذهبية. تشمل الفئات "الرواية"، و"القصة القصيرة "، و"النقد الأدبي" و"التاريخ والتوثيق". وقد اعتمد المجلس الأعلى للثورة الثقافية الجائزة في عام 2005، وقُدمَت الجائزة الأولى في عام 2008.

## الفائزون
2021 
- الفائز الأول: (لا يوجد فائز)
- قصة قصيرة: (لا يوجد فائز)
  - إشارات شرفية: "ساعة غير سعيدة" لمحمد إسماعيل حاجليان و"القديس المجنون" لأحمد رضا أميري ساماني
- رواية: (لا يوجد فائز)
  - إشارات شرفية: "بدون اسم الأب" للسيد ميثم موسويان و"قمر حزين، قمر أحمر" لرضا جولائي
- النقد الأدبي: (لا يوجد فائز)
  - تنويه مشرف: "ألبير كامو في إيران" شارك في كتابته محمد رضا فارسيان وفاطمة قادري
- التوثيق والتأريخ:
  - (الفائز المشترك) ميسام أميري، "حزن ساحر"
  - (الفائز المشترك) هداية الله بهبودي، "رجل يُدعى رضا وكان يُدعى آنذاك رضا خان"،

2008  للأعمال المنشورة في 2005-2006.
- الفائز الأول: (لا يوجد فائز)
- قصة قصيرة: "قتل التنانين"، يوسف عليخاني
- رواية: حكم اللعبة ، فيروز زانوزي جلالي
- النقد الأدبي: طقوس المرآة ، "حسين علي قبادي"
- التوثيق والتأريخ: المجلس الوطني للمقاومة الإيرانية من الوجود إلى الفناء ، معهد الدراسات والبحوث السياسية.

2009
- الفائز الأول: (لا يوجد فائز)
- الرواية: قاعة بايتاخت ، محمد علي جودني ، ونميرة [الإنجليزية] ('الخالدة')، صادق كاراميار [الإنجليزية] (فائزان مشتركان)
- النقد الأدبي: لغة التصوف ، علي رضا فولادي ، ومسرح الأساطير ، نغمه سميني (فائزان مشاركان)
- التوثيق والتأريخ: حرب امرأة واحدة: دا (الأم) ، السيدة أعظم حسيني

2010
- الفائز الأول: (لا يوجد فائز)

2011 
- الفائز الأول: طريق الحرب ، منصور أنوري

2012  
- الفائز الأول: (لا يوجد فائز)
- النقد الأدبي: على غرار جلال الدين الرومي في كتاب "الأسرار الصامتة" لعلي محمدي آسيابادي و"الحكمة القرمزية" لتقي بورنامداريان
- مذكرات: نور الدين ابن إيران بقلم معصومة سبهري
- السيرة الذاتية: السيرة الذاتية المعنونة " ألف لام خميني" بقلم هداية الله بهبودي كالهوري
- رواية: حافظ السبعة لأكبر صحرائي[7]

2013
- لا يوجد فائز في أي فئة. [8] ومع ذلك، قيل إن الأعمال كانت "جديرة بالثناء" لمحمود فتوحي ، وسهراب يزداني ، وصفودنج طبرايان ، وأمير رزاق زاده .

2014
2015 
- ولم يتم اعتبار أي عمل في فئات القصة القصيرة، أو النقد الأدبي، أو التوثيق "جديرًا بالاهتمام".
- فازت رواية " الخريف هو الفصل الأخير" للكاتب نسيم مرعشي ورواية "الفتاة الحسنة السلوك" للكاتب شهريار عباسي بجائزة الرواية مناصفة.

2016 
حصل كل فائز على 10 عملات ذهبية من بحر آزادي.
- رواية: عاقر للكاتب محمد رضا بيرامي

2017 
- الرواية: (لا معلومات)

2018  
- رواية: رهش (الخلاص) لرضا أميرخاني

## طالع أيضًا
- قائمة جوائز التاريخ [الإنجليزية]